# Ovesholm slot
Ovesholm slot er et svensk slot i Träne sogn i Kristianstad kommune i Skåne. Det ligger ved Ovesholm-søen, to kilometer vest for landsbyen Ovesholm. Det ejes af familien Hamilton, og hverken slot eller haven i engelsk stil har offentlig adgang.

## Historie
Ovesholm slot hed fra begyndelsen Träne. Dets første kendte ejer, Åke Ugerup, kaldte det Åkesholm i 1580. Ove Urup angives i 1620 at have flyttet til nordenden af den lille sø, ved hvis vestre side den nuværende hovedbygning ligger. Det er ham, det nuværende slot er opkaldt efter.
Efter Ebbe Christoffersen Ulfeldts død blev Ovesholm skilt ud fra Araslöv og tilfaldt datteren Sofia Maria, som var gift med oberstløjtnant Johan Ridderschantz. Deres datter testamenterede i 1774 slottet til sin svigersøn, major Henning Reinhold Wrangel. Dennes søn, landshøvding Carl Adam Wrangel af Adinal, lod beboelsesbygningen opføre 1792-1804. Han samlede et betydeligt bibliotek samt maleri- og skulptursamling på Ovesholm. Desuden findes der en mængde møbler og andre genstande, som havde tilhørt kong Christian 4. og stammer fra hans svigersøn, Corfitz Ulfeldt på slottet.
Fra Wrangels søn, Henning Gustaf, tilfaldt slottet efter en langvarig arvestrid grev Axel Hugo Raoul Hamilton (1787-1875). Han lod opføre en tilbygning i 1857. Slottet er forblevet i slægtens besiddelse og ejes i dag af grev Raoul Hamilton.